# Herissart Communal Cemetery
Herissart Communal Cemetery is een begraafplaats gelegen in de Franse plaats Herissart (Somme). De militaire graven worden onderhouden door de Commonwealth War Graves Commission.
De begraafplaats telt 14 geïdentificeerde graven waarvan 13 Gemenebest graven uit de Eerste Wereldoorlog en een overig graf uit de Eerste Wereldoorlog.